# Mélanie Hurel
Mélanie Hurel est une danseuse française née en 1975, actuellement première danseuse à l'Opéra de Paris.

## Biographie
Mélanie Hurel entre à l'école de danse de l'Opéra national de Paris en 1987 puis, âgée de 17 ans, elle intègre le corps de ballet de l'Opéra en 1992. Elle danse quelques années comme quadrille à partir de 1993, puis devient coryphée en 1996. La même année, elle obtient le prix du Cercle Carpeaux.
En 2001, elle accède au rang de sujet, grâce à ses variations de Dulcinée dans le ballet Don Quichotte de Rudolf Noureev.
Elle est nommée première danseuse en 2003.

## Répertoire
- 2013 : La Sylphide de Filippo Taglioni, par Pierre Lacotte : la Sylphide

## Décorations
- Officière de l'ordre des Arts et des Lettres. Elle est élevée au grade d’officier par l’arrêté du 25 septembre 2017[1].